# District de Bansvara
Le district de Bansvara est un district du Rajasthan.

## Histoire
Durant l'apogée de l'Empire moghol, Bansvara était une de ses vassaux, puis il passe sous le contrôle des marathes. En 1812, mécontent de la situation de son état sous cette administration, son dirigeant demande la protection des Britanniques, qui sera garantie par un traité signé en 1818 en échange d’une ingérence dans les affaires de son état. L'État de Kushalgarh était un vassal de Bansvara. La principauté subsista jusqu'en 1949 puis a été intégrée à l'État du Rajasthan.

## Dirigeants: Râwal puis Mahârâwal
- Râwal
  - 1527 - 1544 : Jagmal Dasji Ier (+1544)
  - 1544 - 1550 : Jai Singh (+1550)
  - 1550 - 1579 : Pratap Singh (+1579)
  - 1579 - 1583 : Man Singh (+1583)
  - 1583 - 1590 : Man Singh Chauhan (usurpateur)
  - 1590 - 1614 : Agar Singh (+1614)
  - 1614 - 1615 : Udai Singh Ier (+1615)
  - 1615 - 1660 : Samar Singh (+1660)
  - 1660 - 1688 : Kushal Singh (+1688), fondateur du Kushalgârh et de Kushalpura.
  - 1688 - 1706 : Ajab Singh (+1706)
  - 1706 - 1713 : Bhim Singh (+1713)
  - 1713 - 1737 : Bishan Singh (+1737)
  - 1737 - 1747 : Udai Singh II (1733-1747)
- Mahârâwal
  - 1747 - 1786 : Prithvi Singh (+1786)
  - 1786 - 1816 : Bijai Singh (+1816)
  - 1816 - 1819 : Umaid Singh (+1819)
  - 1819 - 1838 : Bhawani Singh (1803-1838)
  - 1838 - 1844 : Bahadur Singh (v.1788-1844)
  - 1844 - 1905 : Lakshman Singh (1835-1905)
  - 1905 - 1913 : Shambhu Singh (1868-1913)
  - 1914 - 1944 : Pirthi Singh (1888-1944)
  - 1944 - 1949 : Chandra Vir Singh (1909-1985)

## Chef de la Maison Royale de Banswara (maharadjahs titulaires)
- 1949 - 1985 : Chandra Vir Singh
- 1985 - 2002 : Suryavir Singh (1934-2002)
- 2002 -      : Jagmal Singh II, né en 1985